# Kościół Najświętszego Serca Pana Jezusa w Koszęcinie
Kościół Najświętszego Serca Pana Jezusa - Kościół w  Koszęcinie w diecezji gliwickiej zbudowany w latach 1907–1908.

## Historia

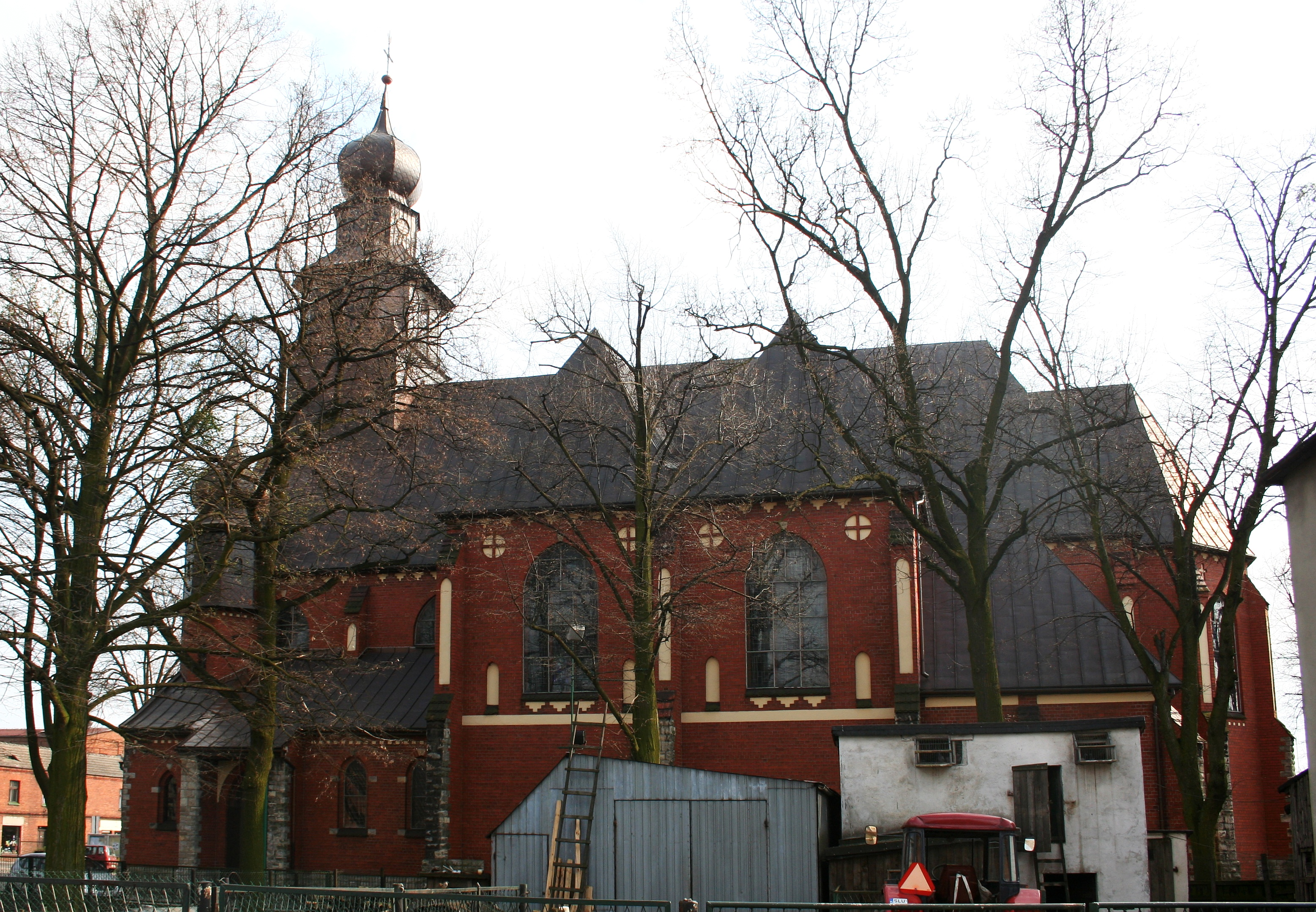
Widok bryły kościoła od strony północnej

W 1906 roku została podpisana umowa zezwalająca na budowę nowego kościoła obok wybudowanej w 1899 roku plebanii. Projekt i kosztorys wykonał architekt Ludwig Schneider z Opola.
Kuria wrocławska zatwierdziła projekt i kosztorys obniżając jednocześnie koszt budowy ze 115 tys. marek do równych 100 tysięcy. Duże koszty budowy pokrył książę Hohenlohe, przeznaczył 60 tys. marek, całość drewna na kościół, 400 tys. sztuk cegły. Parafia pokryła koszty w wysokości 33 tys. marek zaciągając na całą sumę pożyczkę. Do roku 1922 spłacono zaledwie kilka tysięcy marek. Pozostałą kwotę spłacono w 1923 roku dzięki inflacji za równowartość 8 chlebów.
Budowa kościoła Najświętszego Serca Pana Jezusa w Koszęcinie trwała niespełna 2 lata – od wiosny roku 1907 do 15 października 1908 roku, kiedy to świątynia została poświęcona. Zimą roku 1907 zwożono saniami wszelkie potrzebne materiały budowlane, wiosną przystąpiono do budowy wykonując wszystkie prace ręcznie bez jakiejkolwiek mechanizacji. Do dziś w kościele nie dokonano żadnych przeróbek architektonicznych. Zmieniło się tylko pokrycie wieży i dachu kościoła, szary łupek i glinianą dachówkę zastąpiono w latach 70. blachą cynkową, a kilka lat temu całość pokryła blacha miedziana.
Pierwsze nabożeństwo w nowym kościele odprawił budowniczy ksiądz Boehm. Książę Karol zu Hohenlohe-Ingenfingen ufundował ołtarz główny oraz ołtarz św. Józefa. Konsekracji kościoła dokonał biskup wrocławski w dniu 15 czerwca 1916 roku. Do ołtarza głównego włożono wówczas relikwie św. Gerona i św. Socierona.

## Czasy współczesne

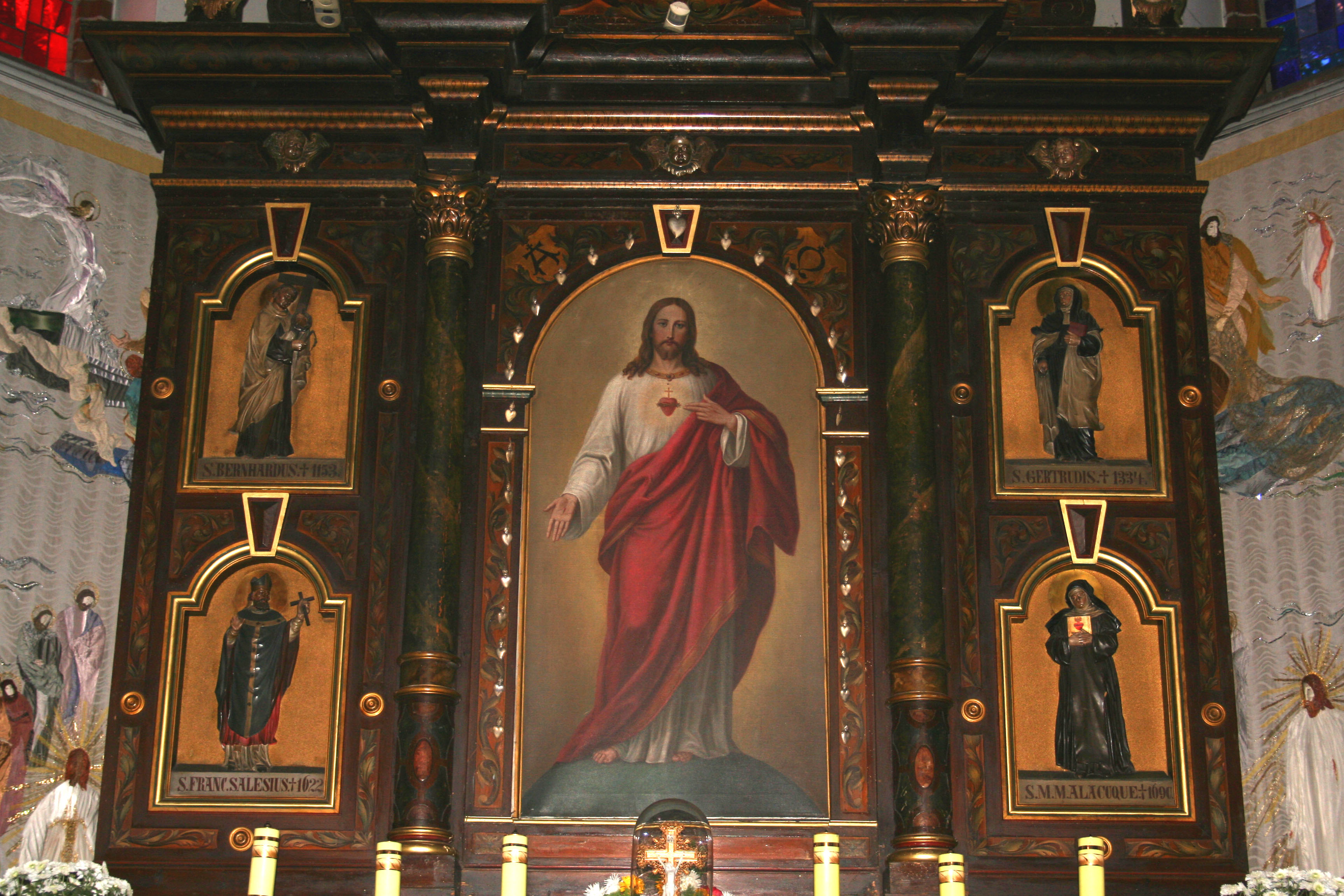
Centralna część głównego ołtarza

W późniejszych latach świątynia została zelektryfikowana, wybudowano boczny ołtarz Matki Boskiej. Na krótko przed zakończeniem I wojny światowej mistrz Karl Spiegel zbudował 18-głosowe organy.
W maju 1998 roku kościół NSPJ w Koszęcinie wraz ze stojącą obok plebanią zostały zaliczone do obiektów zabytkowych.
Parafia Najświętszego Serca Pana Jezusa w Koszęcinie liczy dzisiaj około 3100 parafian zamieszkujących Koszęcin, Nowy Dwór i Irki. W latach powojennych erygowano – wyłączoną z koszęcińskiej parafii – nową parafię Podwyższenia Krzyża Świętego w Strzebiniu (1957 r.) przy wybudowanym w 1950 roku kościele. W roku 1977 erygowano w Drutarni nową parafię, przyłączając do niej miejscowości Brusiek z drewnianym kościółkiem i jej część Krywałd. Miejscowość Piłka została przyłączona do parafii w Rusinowicach (1985 r.) W roku 1987 wybudowano w Drutarni kościół pw. Matki Boskiej Fatimskiej, przy którym gromadzi się Parafia pw. Matki Bożej Fatimskiej.

## Galeria

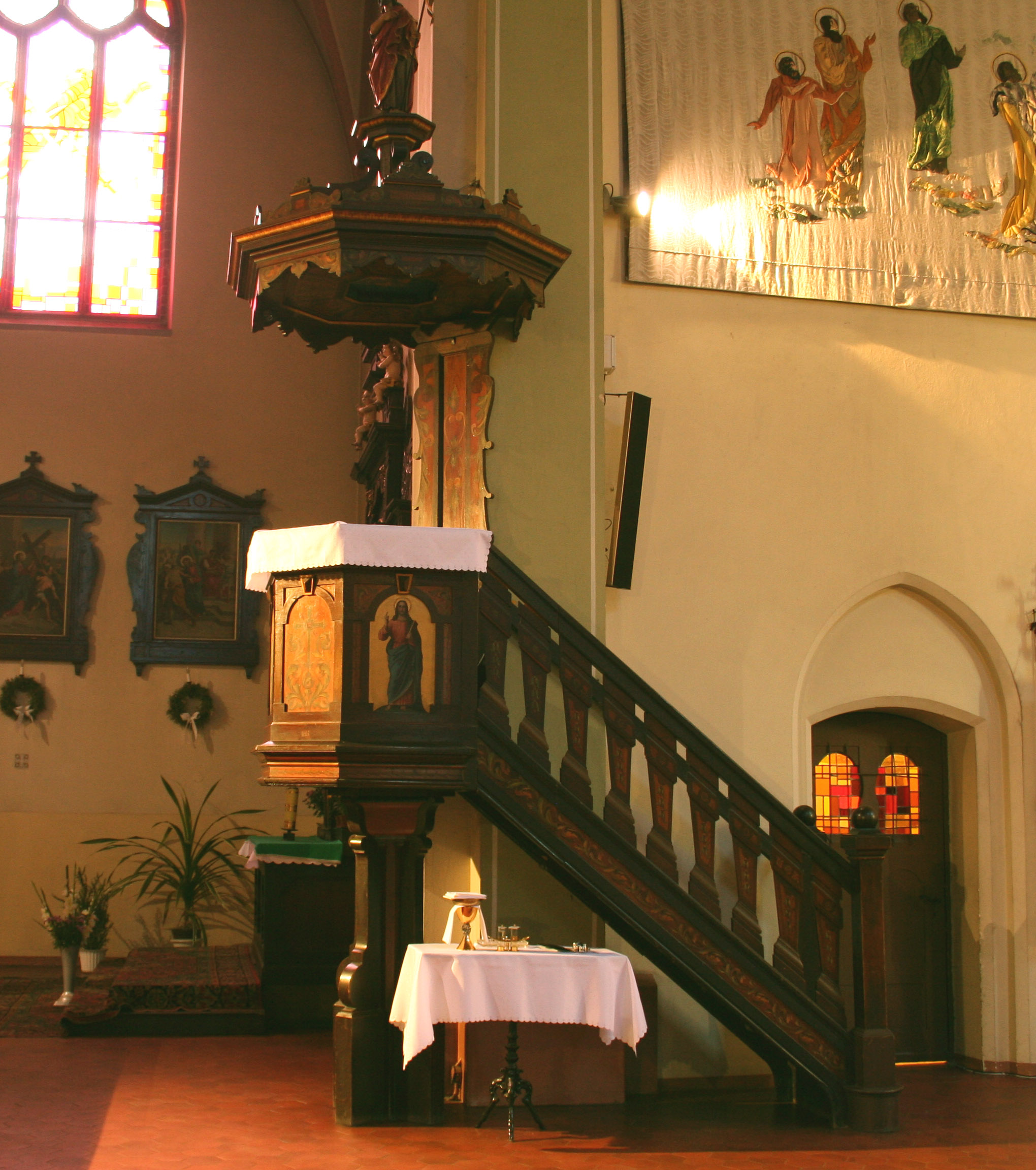
Ambona
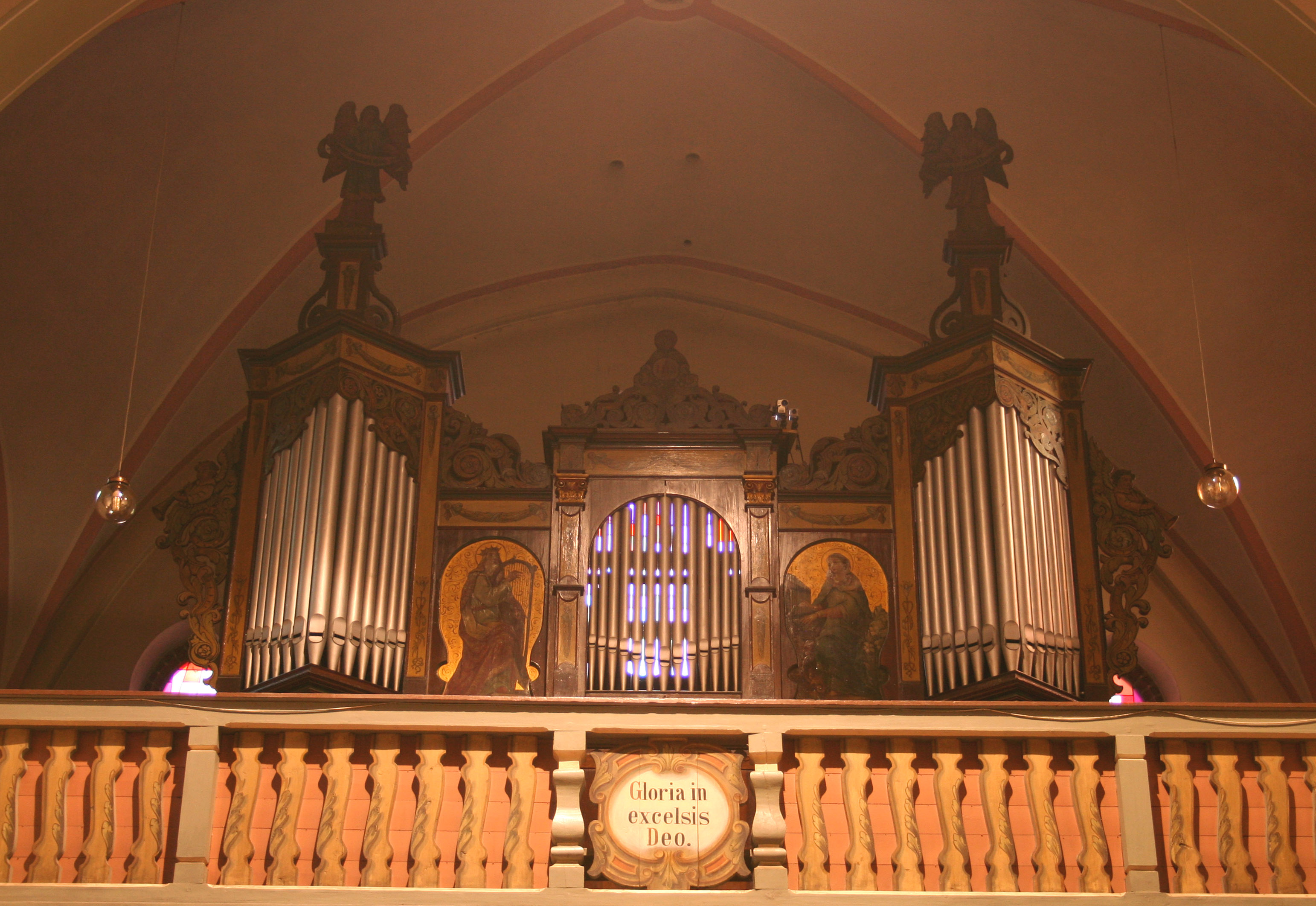
Organy
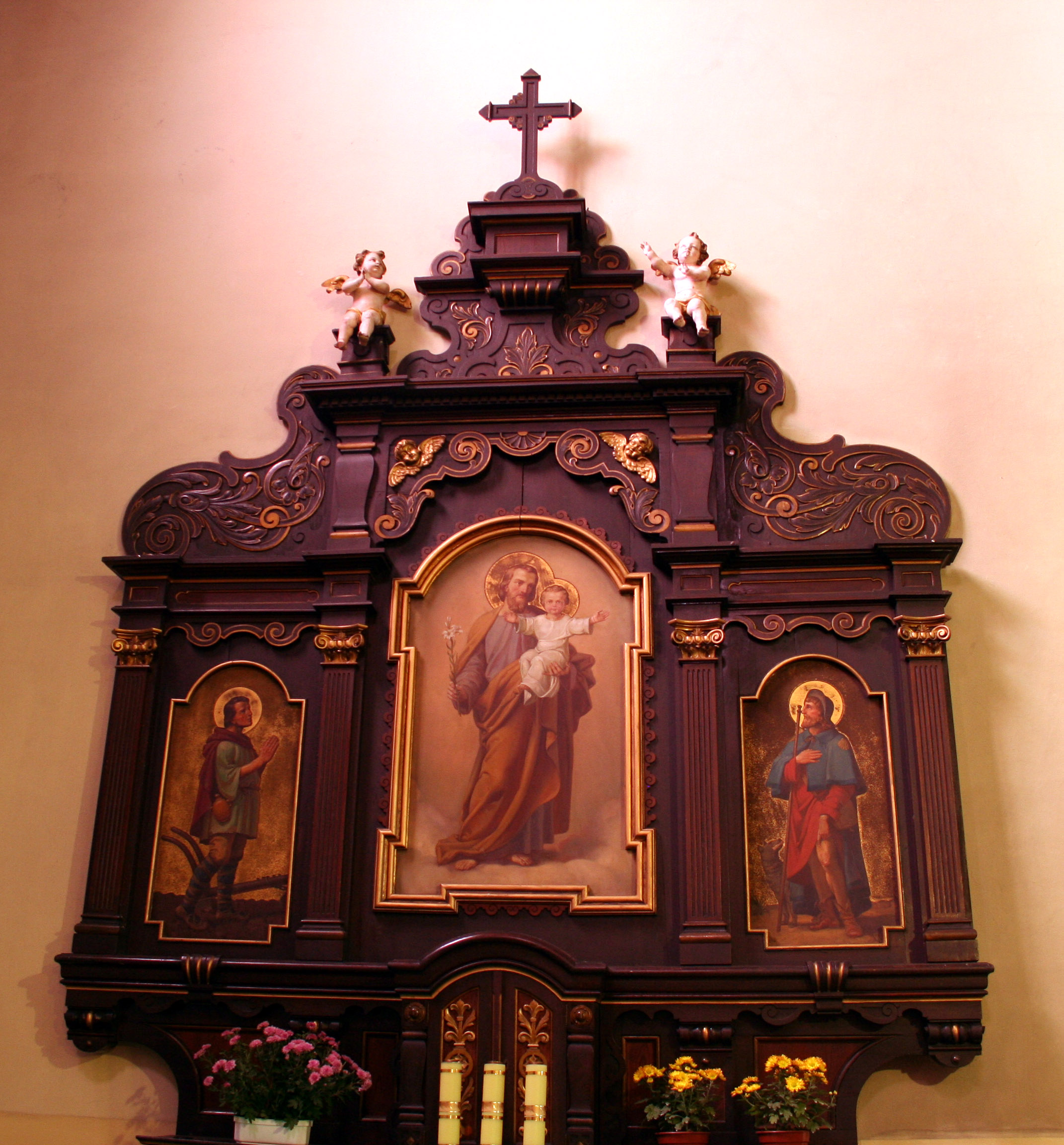
Ołtarz boczny
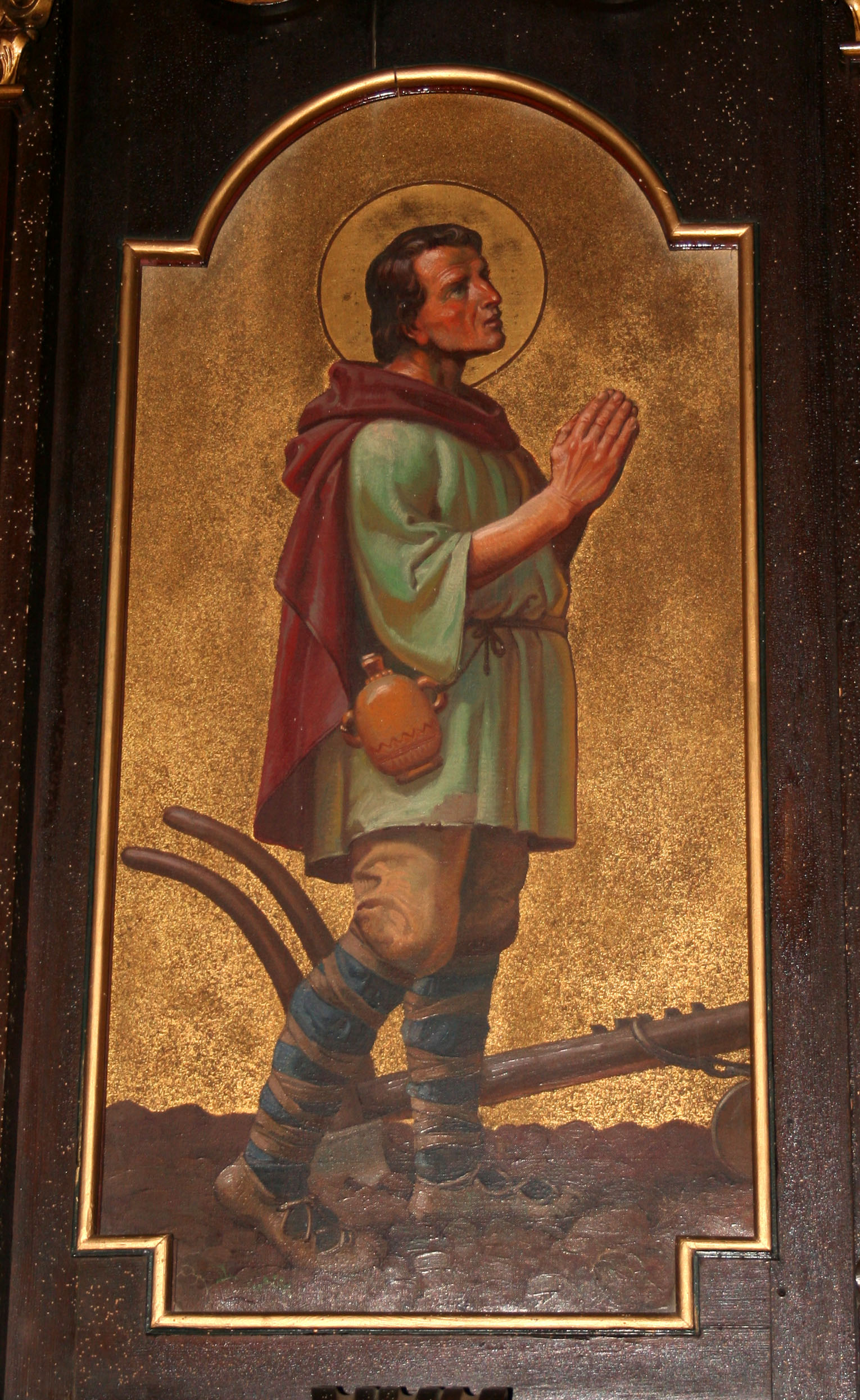
Obraz św. Izydora